# ذنب الفرس
ذنب الفرس (باللاتينية:cauda equina وتعني «ذيل الحصان») هو حزمة من الأعصاب الشوكية، وجذور الأعصاب في العمود الفقري، تتألف من جذور الأعصاب (من خلال أزواج العصب القطني الخامس)، والأعصاب (من خلال أزواج العصب العجزي الخامس)، والعصب العصعصي، وكلها تنشأ من التضخم القطني (بالإنجليزية: lumbar enlargement)، والمخروط النخاعي للنخاع الشوكي. يحتل ذيل الفرس الوعاء القطني، وهو عبارة عن حيز تحت العنكبوتية أدنى المخروط النخاعي. الأعصاب التي تشكل ذيل الفرس هي المسؤولة عن أعضاء الحوض، والأطراف السفلية لتشمل تعصيب محرك الوركين، والركبتين، والكاحلين، والقدمين، والعضلة العاصرة الشرجية الداخلية، والعاصرة الشرجية الخارجية. وبالإضافة إلى ذلك، يمتد ذيل الفرس إلى التعصيب الحسي للعجان، وجزئيا، للتعصيب السمبتاوي للمثانة.

## التركيب

### التطور
في البشر، يتوقف الحبل الشوكي عن النمو في مرحلة الطفولة حيث تكون نهاية الحبل الشوكي عند مستوى الفقرة القطنية الثالثة عند الولادة. ولأن عظام العمود الفقري تستمر في النمو، فإن نهاية الحبل تصل إلى مكانها النهائي عند مستوى الفقرة القطنية الأولي أو الثانية (أقرب للرأس) عند الشهر الثاني عشر من العمر. ومع ذلك، بسبب الاختلافات التشريحية العادية، قد تكون نهاية الحبل النهائية في أي مكان من الفقرة الصدرية الثانية عشر إلى الفقرة القطنية الثالثة. تنشأ جذور العصب الشوكية الفردية من الحبل الشوكي ناحية الجزء القريب الرأس، ولكن بسبب اختلاف النمو، يبقى الطرف العلوي من العصب متصلا بالحبل الشوكي، في حين أن الطرف السفلي من العصب يخرج في مستواه الصحيح من العمود الفقري. ويؤدي ذلك إلى هيكل يشبه «حزمة» من الألياف العصبية التي تمتد للأسفل في اتجاه نهاية الحبل الشوكي، وتقل في العدد تدريجيا كلما اتجهت للأسفل، حيث تخرج الأزواج الفردية من العمود الفقري.

## الأهمية الإكلينيكية
يوجد ذيل الفرس داخل الصهريج القطني، وهو عبارة عن فجوة بين غشاء العنكبوتية والأم الحنون في الحبل الشوكي، يسمى الحيز تحت العنكبوتية. كما يوجد السائل النخاعي أيضا داخل هذا الحيز. يتم تنفيذ البزل القطني من الصهريج القطني بين فقرتين عند مستوى الفقرة القطنية الثالثة والرابعة، أو الخامسة والسادسة؛ لأن الحبل الشوكي ينتهي عند المستوي بين الفقرة القطنية الأولى والثانية. حيث لا يوجد خطر الإصابة العرضية للحبل الشوكي، وذلك عند الحاجة إلى عينة من السائل النخاعي لأغراض إكلينيكية.

### متلازمة ذنب الفرس
متلازمة ذنب الفرس هي اضطراب نادر يؤثر على حزمة جذور الأعصاب (ذيل الفرس) في النهاية السفلية (القطنية) من الحبل الشوكي، وهي حالة جراحية طارئة. تحدث متلازمة ذيل الفرس عندما يتم ضغط جذور الأعصاب في العمود الفقري القطني، مما يؤدي إلى تعطيل الإحساس والحركة. وتكون جذور الأعصاب التي تتحكم في وظيفة المثانة والأمعاء عرضة بشكل خاص للضرر. ويمكن أن تؤدي إلى شلل دائم، وإضعاف السيطرة على المثانة و/ أو الأمعاء، وفقدان الإحساس الجنسي، وغيرها من المشاكل إذا تركت دون علاج. حتى مع العلاج الفوري، قد لا يتعافى بعض المرضى بشكل كامل.
تحدث متلازمة ذنب الفرس غالبا نتيجة لفتق القرص في المنطقة القطنية. يحدث انفتاق القرص عندما ينزاح أحد الأقراص المرنة الناعمة التي تعمل على امتصاص الصدمات، والموجودة بين عظام العمود الفقري من وضعه الطبيعي. ويحدث الفتق بعد أن يبدأ القرص في الانهيار مع الشيخوخة، ويمكن أن يعجل الإجهاد أو المشاكل الميكانيكية التي تحدث للعمود الفقري من حدوث ذلك، فتكون النتيجة أن الجزء المرن الأوسط من القرص يُدفع للخارج، ويسبب الضغط على جذور الأعصاب في العمود الفقري القطني. ومن الأسباب الأخرى التي تسبب متلازمة ذنب الفرس: آفات العمود الفقري، والأورام، والتهابات العمود الفقري أو العدوى، وضيق العمود الفقري القطني، والخبطات أسفل الظهر، وتشوهات الولادة، والتشوه الشرياني الوريدي الشوكي، والنزيف داخل العمود الفقري (تحت العنكبوتية، أو تحت الجافية، أو فوق الجافية)، وتضييق القناة الشوكية، وكمضاعفات بعد جراحة العمود الفقري القطني، وتخدير العمود الفقري.

## تاريخ
تم تسمية ذنب الفرس بذلك الاسم بسبب تشابهه مع ذيل الحصان من قبل عالم التشريح الفرنسي أندرياس لازاريوس (أندريه دو لورينز) في القرن السابع عشر.

## وصلات خارجية
- VIRTUAL Spine - Online Learning Resource
- صور تشريحية:02:08-0106 في مركز داونستيت الطبي التابع لجامعة نيويورك
- مقطع عرضي - مختبر التلدين، جامعة فيينا الطبية. pembody/body12a
- Dissection of deep back and spinal cord video: great view of the Cauda Equina
- http://www.caudaequinauk.com/welcome.php - Cauda Equina Syndrome UK Charity social network